# Zeger Reyers
Zeger Reyers (Arnhem, 12 oktober 1789 - Den Haag, 5 juni 1857) was een Nederlands architect. Hij ontwierp verschillende classicistische gebouwen. Veel van de door hem in Den Haag gerealiseerde werken, waar hij stadsbouwmeester was, zijn inmiddels verdwenen.
Voorbeelden van nog bestaand werk zijn Het Wachtje, ook geheten het Paviljoen, een voormalig accijnshuis aan het Rijswijkseplein en een schijndodenhuis (1830) en twee wachthuisjes en een hek (ca. 1840) op de Algemene Begraafplaats Kerkhoflaan.

## Familie
Reyers (ook: Reijers) was een zoon van Otto Reyers (1739-1827) en Maria Camp. Zijn vader was meestermetselaar en directeur van de stadswerken van Arnhem. Reyers huwde op 30 mei 1818 met Maria Potken (1797-1824). Hij overleed op 5 juni 1857 te Den Haag en werd ter aarde besteld op de Haagse begraafplaats Oud Eik en Duinen.

## Opleiding
Hij kreeg zijn eerste bouwkundige onderricht van zijn oom, de architect Leendert Viervant. Hij leerde tekenen van de kunstschilder Hendrik Jan van Amerom bij het Tekengenootschap "Kunstoefening", waarvan admiraal Jan Hendrik van Kinsbergen erelid en protector was. In 1808 bezocht koning Lodewijk Napoleon het genootschap en een viertal leerlingen, onder wie Reyers, werd aan hem voorgesteld. De koning besloot Reyers en Antonie Sminck Pitloo (1790-1837) een studiebeurs te geven, zodat zij in staat werden gesteld om met een aantal Nederlandse leeftijdsgenoten, waaronder Jan David Zocher (1791-1870) en Jan de Greef (1784-1834) een opleiding in Parijs te volgen. Hier werd hij op een atelier geplaatst dat onder toezicht stond van de beroemde architect Charles Percier (1764-1838). In 1808 won Reyers de Prix de Rome voor architectuur, waardoor hij, net als Zochter, twee jaar in Rome kon verblijven.

## Werken

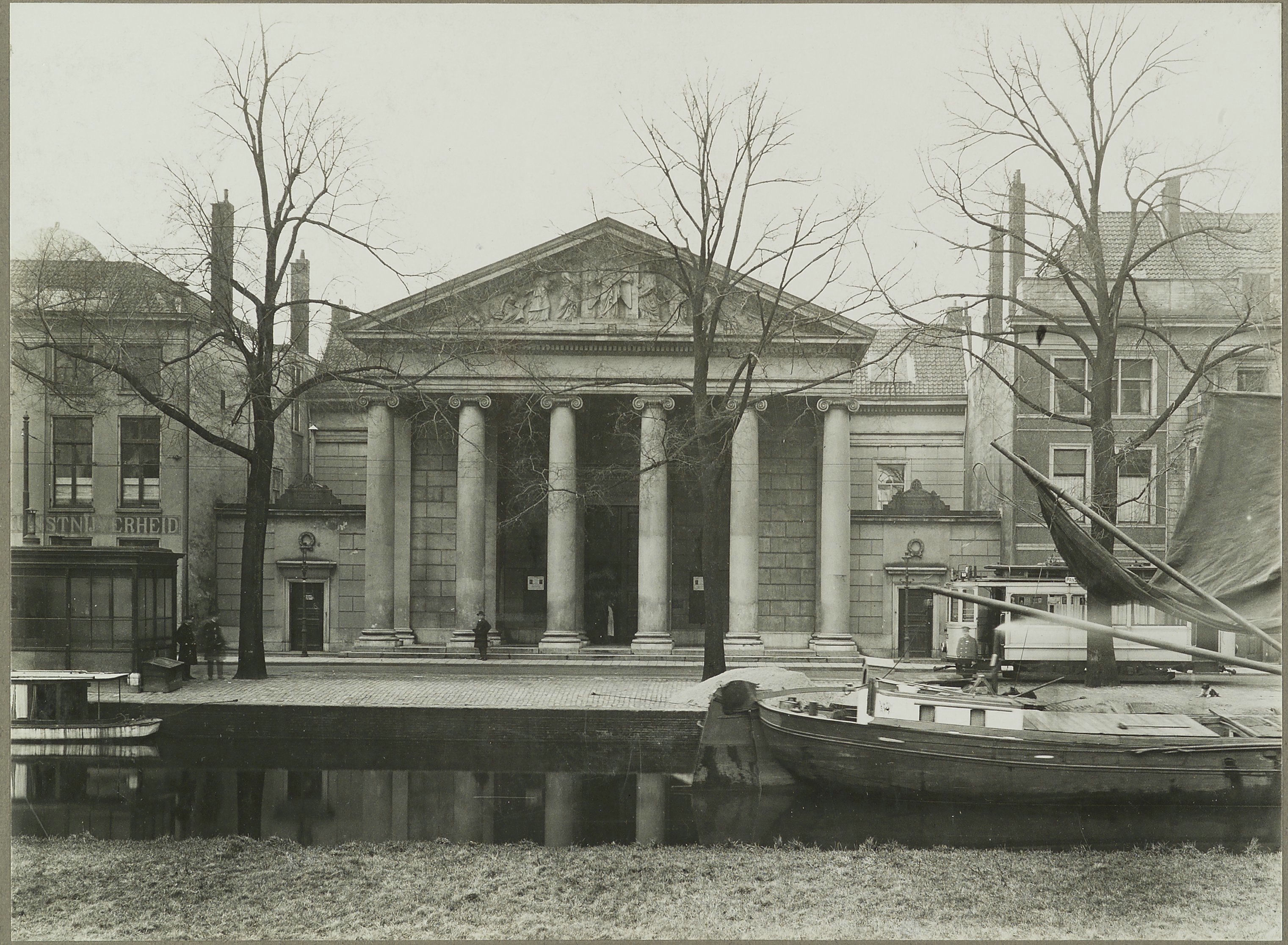
Academie van Beeldende Kunsten, voorgevel. Door Reyers ontworpen in 1839.

In juli 1813 keerde Reyers terug naar Nederland en hij werd aangesteld als ingenieur civiel van het departement Boven-IJssel. Hij was betrokken bij de verbouwing van Paleis Soestdijk voor kroonprins Willem. In augustus 1819 werd hij stadsarchitect van Den Haag.
Reyers ontwierp onder andere de Oranjekazerne (Den Haag) (1824), die in 1919 afbrandde, het Grand Hôtel des Bains (1828), dat in 1885 werd vervangen door het Kurhaus en het gebouw van de Academie van Beeldende Kunsten (1839), dat in 1937 door een nieuw gebouw werd vervangen. Hij heeft een bijdrage geleverd aan de uitbreiding van het Paleis Noordeinde en hij ontwierp de Algemene Begraafplaats Kerkhoflaan (1830). Het Wachtje (1827) en de gebouwtjes op de Algemene Begraafplaats Kerkhoflaan zijn aangewezen als rijksmonument.
- Biografisch Portaal: 20396170
- Digitale Bibliotheek voor de Nederlandse Letteren: reij019
- International Standard Name Identifier: 0000 0003 9019 5130
- Nederlandse Thesaurus van Auteursnamen: 069964718
- RKD-Nederlands Instituut voor Kunstgeschiedenis: 237253
- Union List of Artist Names: 500324796
- Virtual International Authority File: 283791749
- WorldCat: E39PBJhdc3MkJYHCvdRVRCjwG3